# Bellona (wydawnictwo)
Bellona – polskie wydawnictwo specjalizujące się w literaturze historycznej oraz militarnej, powstałe w 1990 na bazie istniejącego w okresie Polski Ludowej Wydawnictwa Ministerstwa Obrony Narodowej. W jego ofercie znajdują się także kryminały, powieści historyczne i fantastyczne, oraz albumy, kalendarze, bajki i inna literatura dziecięca i wszelkiego rodzaju poradniki pomocne w życiu codziennym. Jest m.in. wydawcą serii „Historyczne Bitwy”.
Co roku Bellona współorganizuje Targi Książki Historycznej, podczas których wręczane są Nagrody KLIO za najlepszą książkę historyczną.
W 1997 roku z połączenia przedsiębiorstw państwowych: „Wydawnictwo Bellona” i „Czasopisma Wojskowe” powstało Przedsiębiorstwo Państwowe „Dom  Wydawniczy Bellona”. W 2007 roku zostało ono skomercjalizowane, jako Bellona Spółka Akcyjna, należąca do Skarbu Państwa. W 2018 roku, po wcześniejszym wydzieleniu oddziałów jako osobne spółki, Bellona SA została przekształcona w Bellona Sp. z o.o., należącą w całości do spółki Dressler Dublin.   

## Wydawnictwo Ministerstwa Obrony Narodowej
Zasugerowano, aby wydzielić z tego artykułu fragmenty do artykułu Wydawnictwo Ministerstwa Obrony Narodowej.
W 1976 Wydawnictwo MON zostało odznaczone Krzyżem Komandorskim z Gwiazdą Orderu Odrodzenia Polski.